# NAŠE rádio
NAŠE rádio je ruská rozhlasová stanice, zaměřující se na ruskojazyčný rock. Je součástí multimediální skupiny Multimedia choldinga «Мультимедиа-холдинга», spolu se stanicemi rádio Radio Jazz «Радио Jazz», Rock FM a internetovou rozhlasovou stanicí Radio Ultra «Радио Ultra». Rozhlasová stanice každoročně pořádá velký rockový festival Našestvije «Нашествие». Rádio vysílá hitparádu Hudební tucet «Чартова дюжина» Čartova djužina . V pořadu zazní 13 nejlepších písní týdne, které vybírají posluchači Našego rádia. Hlasuje se na stránkách Našego rádia a posluchač může dát hlas maximálně třem skupinám nominovaným v soutěži. Hlasovat z jednoho počítače se může pouze jednou za 24 hodin .

## Historie
V roce 1997 byl Michal Kozurev odvolán z funkce programového ředitele rádia Maximum. V době nuceného volna přijal nabídku od Borise Berezovského, založit rozhlasovou stanici, kde by hlavním námětem vysílání byla ruská rocková hudba. Michal Kozurev nabídku přijal. Nová stanice s názvem Naše rádio začala vysílat 14. prosince 1998 písní V našich glazach «В наших глазах» od skupiny Kino «Кино». Dalšími interprety ve vysílání byli Akvarium «Аквариум», DDT «ДДТ», Alisa «Алиса» a další kapely, současně se v prvních letech ve vysílání objevovala i popová hudba například Amega «Амега», Leonid Agutin «Леонид Агутин» nebo Kristina Orbakajtě «Кристина Орбакайте».
Ve fázi spouštění definoval Michal Kozurev formát stanice následovně: "Budeme trochu staří pro omladinu a trochu módní pro lidi nad 35 let". Samotný formát Našego rádia byl protikladem Ruskému rádiu «Русское радио», která byla v té době jedinou stanicí vysílající hudbu v ruštině.
V paláci kultury Gorbunova se ve dnech 10. až 11. prosince uspořádal festival Našestvije «Нашествие». Festival byl oslavou prvního výročí vzniku rádia. Pro velký úspěch se později stal každoročním.
Díky působnosti Našego rádia se v Rusku objevila nová generace skupin, hrající ruskojazyčný rock, jejichž hudba byla módní a mladistvá.

## Současnost cca od 2019
Stanice se začala více zaměřovat na moderní multimediální internetový obsah. Po technické úpravě stránek začalo s internetovým vysíláním rádia NAŠE 2.0, posléze přibyly další NAŠE SPB, NAŠE EKG, Klasik ROCK, Panik CHOJ!, SČAS SPOJU.
Na Youtube kanálu rádio provozuje NAŠE «НАШЕ» , které nabízí svoje pořady. Natočeny jsou zde rozhovory s interprety, jejichž písně stanice hraje, živé koncerty ve studiu, odkazy na nové videoklipy interpretů a záznamy z festivalu Našestvije «Нашествие» a dalších pořadů stanice. Ve večerních hodinách byl na stanici dán prostor ruské metalové hudbě v pořadu s názvem Tvrdý disk (Žestkij disk) «Жесткий диск».

## Vysílače
Stav k červnu 2020 - vysílá se v desítkách měst na území Ruské federace a v jednom městě v Kazachstánu.

### Rusko
| - Anapa— 99.0 FM - Arzamas— 98.9 FM - Archandělsk— 104.7 FM - Astrachaň — 87.9 FM - Ačinsk — 89.2 FM - Balakovo — 98.8 FM - Barnaul — 106.4 FM - Birobindžan — 103.0 FM - Bologoje— 106.8 FM - Borisoglebsk— 100.4 FM - Byzuluk — 102.7 FM - Velikije Luki— 88.3 FM - Velikij Novgorod— 104.1 FM - Verchnjaja Salda— 100.7 FM - Vičuga — 104.6 FM - Volgograd — 97.2 FM - Vologda — 98.8 FM - Voronež — 100.7 FM - Votkinsk — 95.2 FM - Vyšijj Voločok— 90.2 FM - Vjazniki — 107.9 FM - Gelendžik— 89.9 FM - Glazov— 100.8 FM - Dimitrovgrad— 99.6 FM - Dubna — 106.0 FM - Jevpatorija— 106.8 FM - Jekatěrinburg — 94.8 FM - Iževsk— 103.8 FM - Irkutsk — 88.9 FM - Išim — 107.0 FM - Kazaň — 96.8 FM - Kalač — 104.3 FM - Kalinningrad— 101.3 FM - Kandalakša— 101.5 FM - Kemerovo — 106.7 FM - Kerč — 107.6 FM - Kiržač— 89.7 FM - Kiselevsk — 107.8 FM - Kislovodsk — 105.0 FM - Kolomna — 93.8 FM | - Konakovo — 104.5 FM - Kostroma — 96.0 FM - Kotlask — 101.7 FM - Krasnodar — 104.7 FM - Krasnoturinsk— 107.8 FM - Krimsk— 98.4 FM - Kurgan — 107.5 FM - Kurganinsk— 89.2 FM - Kursk— 96.0 FM - Leninsk-Kuzněckij — 92.4 FM - Magadan — 106.5 FM - Manturovo — 101.0 FM - Mičurinsk— 100.7 FM[ - Možga — 88.7 FM - Moskva— 101.7 FM - Myrmansk — 103.0 FM - Murom— 104.0 FM - Nadym— 104.0 FM[ - Narjam-Mar — 104.4 FM - Nižněvartovsk — 89.1 FM - Nižněudinsk — 101.7 FM - Nižnij Novgorod— 93.5 FM - Novokuzněck— 106.8 FM - Novosibirsk — 95.4 FM - Novochopjorsk — 91.1 FM - Novyj Urengoj — 89.9 FM - Norilisk — 91.1 FM - Nojabrsk — 106.9 FM - Omsk — 100.6 FM - Orechovo-Zujevo — 106.8 FM - Ostrogožisk — 103.3 FM - Pavlovsk — 104.0 FM - Perm — 100.0 FM - Petrozavodsk — 105.7 FM - Petropavlosvsk-Kamčatskij — 103.0 FM - Pskov— 103.0 FM - Ržev — 105.4 FM - Rostov na Donu — 73.76 УКВ - Rulsk — 107.4 FM - Samapa— 92.9 FM | - Sankt Petěrburg— 104.0 FM - Sarapul — 105.9 FM - Saratov — 91.5 FM - Sarov — 89.9 FM - Satka — 89.6 FM - Sevastopol — 103.3 FM - Serov — 87.5 FM - Serpuchov — 106.0 FM - Simferopol— 91.1 FM - Skovorodněvo— 101.3 FM - Sněžinsk — 107.2 FM - Soldatskoje— 103.9 FM - Solikamsk— 95.1 FM - Soči — 105.2 FM - Stupino — 88.0 FM - Curgut— 90.7 FM - Syzran — 95.7 FM - Tambov— 91.3 FM - Tver— 97.5 FM - Tobolsk — 99.1 FM - Toljatti— 96.6 FM - Tomsk — 90.7 FM - Toržok — 103.4 FM - Tuapce — 94.2 FM - Tula — 101.9 FM - Tulun — 107.2 FM - Tjumeň — 99.2 FM - Ulan Udz — 106.9 FM - Ucolje Cibipskoje— 105.8 FM - Ussyrijsk — 101.9 FM - Ufa— 102.5 FM - Uxta— 107.7 FM - Chanti Mansijsk— 106.0 FM - Čajkovskijj — 89.1 FM - Čeljabinsk— 103.5 FM - Čeremisinovo — 98.6 FM - Čerepovec— 105.4 FM - Jakutsk — 105.3 FM - Jalta— 101.4 FM |

### Kazachstán
- Karaganda — 107.0 FM